# Arthur Anselm Pearson
Arthur Anselm Pearson (Londres, 12 de abril de 1874 - 13 de marzo de 1954) fue un micólogo británico.

## Antecedentes y carrera
Era aborigen de Londres, pero se educó en Bélgica. Después de dejar la escuela, trabajó como marino antes de incorporarse a la empresa de British Belting & Asbestos Ltd, en Yorkshire, donde pasó el resto de su carrera, llegando a ser presidente de la empresa. Tuvo interés por la música, sobre todo madrigales, canciones y danzas folclóricas, uniéndose en 1924, a la Sociedad Inglesa de Danzas Folclóricas, y ayudando con la publicación del "Índice del Cancionero Popular".

## Estudios en micología
Hacia 1910, comenzó a investigar grandes hongos, alentado por el micólogo John Ramsbottom en el Museo de Historia Natural de Londres. Sus primeros artículos, en coautoría de Elsie M. Wakefield, fueron sobre hongos corticioides y de heterobasidiomycetes británicos, pero posteriormente desarrolló experiencias en la taxonomía de agáricos, publicando así una serie de artículos sobre este grupo de fungi, desde 1919 a 1952.
En 1948, produjo una lista de especies británicas, en coautoría con el Dr. Richard W.G. Dennis del Royal Botanic Gardens, Kew. Pearson hablaba varios idiomas europeos, recogía hongos en España y en Portugal (de los que escribió breves ponencias), siendo un miembro activo de la Sociedad micológica de Francia, y se acreditó con la introducción de nuevas ideas, sobre la taxonomía moderna muscaria en Gran Bretaña. En 1948, fue invitado a estudiar fungi en Sudáfrica, resultando en la publicación de un número de nuevas especies. Sus últimos trabajos fueron una serie de claves para los géneros ingleses muscáridos, varios de los cuales fueron publicados póstumamente por su amigo y compañero micólogo Peter D. Orton.

## Reconocimientos
- 1931: electo presidente de la Sociedad Micológica Británica, y nuevamente en 1952.
- 1946: electo presidente de la Yorkshire Naturalists Union.
- Miembro de la Sociedad Linneana de Londres.[1] Describió varias especies nuevas de fungi y al menos ocho especies de fungi nombradas en su honor, como Cortinarius pearsonii, Paullicorticium pearsonii, Squamanita pearsonii.[2]

## Algunas publicaciones
- Wakefield, E.M.; Pearson, A.A. 1918. Resupinate hymenomycetes from the neighbourhood of Weybridge, Surrey. Trans. of the British Mycological Soc. 6: 68-75
- ----------------, ----------------. 1917, publ. 1918. Resupinate hymenomycetes from the neighbourhood of Weybridge, Surrey. Trans. of the British Mycological Soc. 6: 68-75, 7 figs.
- ----------------, ----------------. 1919. Additional resupinate hymenomycetes from the Weybridge district. Trans. of the British Mycological Soc. 6 (2): 136-143
- ----------------, ----------------. 1920. Additional resupinate hymenomycetes from the Weybridge district. Trans. of the British Mycological Soc. 6: 136-143, 5 figs.
- ----------------, ----------------. 1923. Some additional records of Surrey resupinate hymenomycetes. Trans. of the British Mycological Soc. 8: 216-221, 8 figs.
- Pearson, A.A. 1921. New British hymenomycetes. Trans. of the British Mycological Soc. 7: 55-58
- ----------------. 1948. The genus Russula. Naturalist (Londres) 1948: 85-108
- ----------------. 1950. Cape agarics and boleti. Transactions of the British Mycological Society 33: 276-316
- ----------------. 1954. The genus Inocybe. Naturalist (Londres) 1954: 117-140
- ----------------, Dennis, R.W.G. 1948. Revised list of British agarics and boleti. Transactions of the British Mycological Society 31: 145-190

### Libros
- 1955. Mycena. Ed. The University. 23 pp.
- 1950. The genus Russula. Ed. Brown & Sons. 24 pp.
- 1950. Cape agarics and boleti. Ed. British Mycological Soc. 41 pp.